# Patrick C. Caldwell
Patrick Calhoun Caldwell (* 10. März 1801 bei Newberry, Newberry County, South Carolina; † 22. November 1855 ebenda) war ein US-amerikanischer Politiker. Zwischen 1841 und 1843 vertrat er den Bundesstaat South Carolina im US-Repräsentantenhaus.

## Werdegang
Patrick Caldwell studierte bis 1820 am South Carolina College, der heutigen University of South Carolina, in Columbia. Nach einem anschließenden Jurastudium und seiner im Jahr 1822 erfolgten Zulassung als Rechtsanwalt begann er, in Newberry zu praktizieren. Politisch war er ein Anhänger seines Cousins John C. Calhoun. Er unterstützte 1832 während der Nullifikationskrise das Vorhaben South Carolinas, Bundesgesetze außer Kraft zu setzen. Selbst Sklavenhalter, trat er für die Ausweitung der Sklaverei ein.
Zwischen 1838 und 1839 war Caldwell als Mitglied der Demokratischen Partei Abgeordneter im Repräsentantenhaus von South Carolina. 1840 wurde er im dritten Wahlbezirk von South Carolina in das US-Repräsentantenhaus in Washington, D.C. gewählt. Dort trat er am 4. März 1841 die Nachfolge von John K. Griffin an. Da er bei den folgenden Wahlen im Jahr 1842 nicht bestätigt wurde, konnte er bis zum 3. März 1843 nur eine Legislaturperiode im Kongress absolvieren. Diese war von den Diskussionen um die Annexion der seit 1836 selbständigen Republik Texas bestimmt.
Nach dem Ende seiner Zeit im US-Repräsentantenhaus arbeitete Caldwell wieder als Anwalt. Im Jahr 1848 wurde er in den Senat von South Carolina gewählt. Patrick Caldwell starb am 22. November 1855 in seinem Heimatort Newberry.